# Сморгон
Сморгон (на беларуски: Смаргонь; на руски: Сморгонь) е град в Беларус, административен център на Сморгонски район, Гродненска област. Населението на града е 37 527 души (по приблизителна оценка от 1 януари 2018 г.).

## История
За пръв път селището е споменато през 1503 година, през 1904 година получава статут на град.